# جينيفر كرامر
جينيفر كرامر (بالألمانية: Jennifer Cramer)‏ هي لاعبة كرة قدم ألمانية، ولدت في 24 فبراير 1993 في فرانكنبرغ في ألمانيا. شاركت مع منتخب ألمانيا تحت 17 سنة للسيدات لكرة القدم ومنتخب ألمانيا تحت 19 سنة للسيدات لكرة القدم ومنتخب ألمانيا تحت 20 سنة للسيدات لكرة القدم ومنتخب ألمانيا لكرة القدم للسيدات. أما مع النوادي، فقد لعبت مع توربينه بوتسدام.

## وصلات خارجية
- جينيفر كرامر على موقع الاتحاد الدولي (مؤرشف)  (الإنجليزية)
- جينيفر كرامر على موقع الاتحاد الأوربي (الإنجليزية)
- جينيفر كرامر على موقع قاعدة بيانات كرة القدم.إي يو (الإنجليزية)
- جينيفر كرامر على موقع بيانات كرة القدم. دي إي (الألمانية)
- جينيفر كرامر على موقع Soccerway.com (الإنجليزية)
- جينيفر كرامر على موقع عالم كرة القدم.نت (الإنجليزية)